# Aleksandr Samarin
Aleksandr Vladimirovitsj Samarin (Russisch: Александр Владимирович Самарин) (Moskou, 15 juni 1998) is een Russisch kunstschaatser.

## Biografie
Samarin begon in 2002 met kunstschaatsen. Hij bemachtigde drie keer de zilveren medaille op de NK junioren en werd vier keer afgevaardigd naar de WK voor junioren. In 2013 werd hij achtste, in 2015 elfde, in 2016 vierde en in zijn laatste jaar (2017) derde. Hoewel hij bij zijn vierde deelname eindelijk op het podium was geëindigd, was Samarin niet tevreden. Hij vond dat de bronzen medaille een teken was dat hij harder moest werken, omdat 'hij niet had gewonnen en er dus nog lang niet was'.
Vanaf het seizoen 2016/17 kwam Samarin uit bij de internationale seniorenwedstrijden. Hij deed drie keer mee aan de Europees kampioenschappen en één keer aan de wereldkampioenschappen. In 2019 won hij de zilveren medaille op het EK.

## Belangrijke resultaten
| Kampioenschap            | 10/11 | 11/12  | 12/13   | 13/14 | 14/15  | 15/16  | 16/17  | 17/18         | 18/19         | 19/20         | 20/21         | 21/22         | 22/23         |
| ------------------------ | ----- | ------ | ------- | ----- | ------ | ------ | ------ | ------------- | ------------- | ------------- | ------------- | ------------- | ------------- |
| Wereldkampioenschap      |       |        |         |       |        |        |        |               | 12e           |               |               |               |               |
| Europees kampioenschap   |       |        |         |       |        |        | 8e     | 6e            | Zilver        | 10e           |               |               |               |
| Grand Prix-finale        |       |        |         |       |        |        |        |               |               | 4e            |               |               |               |
| Nationaal kampioenschap  |       |        | 8e      | 13e   | 11e    | 8e     | Zilver | Zilver        | Brons         | Brons         | 5e            | 6e            | Brons         |
| WK junioren              |       |        | 8e      |       | 11e    | 4e     | Brons  | geen deelname | geen deelname | geen deelname | geen deelname | geen deelname | geen deelname |
| Junior Grand Prix-finale |       |        | reserve |       |        |        | Zilver | geen deelname | geen deelname | geen deelname | geen deelname | geen deelname | geen deelname |
| NK junioren              | 12e   | t.z.t. | Zilver  | 4e    | Zilver | Zilver | t.z.t. | geen deelname | geen deelname | geen deelname | geen deelname | geen deelname | geen deelname |

t.z.t. = trok zich terug